# Sriwungu (Banyumas)
Sriwungu is een bestuurslaag in het regentschap Pringsewu van de provincie Lampung, Indonesië. Sriwungu telt 1057 inwoners (volkstelling 2010).